# Kościół św. Michała Archanioła w Umieniu
Kościół świętego Michała Archanioła w Umieniu – rzymskokatolicki kościół parafialny należący do parafii pod tym samym wezwaniem (dekanat kłodawski diecezji włocławskiej).
Budowla została wzniesiona w 1 połowie XVII wieku. Kilkakrotnie była odnawiana (lata: 1756, 1864, 1929, 1946 i 1958). W 1992 roku została dostawiona kruchta od frontu. W latach 1994 – 98 zostały wymienione stropy i szalowanie ścian, natomiast w 1999 roku zostały odnowione ołtarze. Podczas 2 wojny światowej hitlerowcy zrabowali dzwony.
Świątynia jest drewniana, jednonawowa, orientowana, posiada konstrukcję zrębową. Jej prezbiterium jest mniejsze w stosunku do nawy, zamknięte jest trójbocznie, z boku jest umieszczona zakrystia. Z boku nawy znajduje się kaplica zbudowana na planie kwadratu i zwieńczona blaszanym dachem namiotowym. Z boku i od frontu nawy są umieszczone kruchty. Kościół nakrywa dach dwukalenicowy, pokryty blachą. W centralnej części znajduje się kwadratowa wieżyczka na sygnaturkę. Wnętrze nakrywa płaski strop obejmujący nawę i prezbiterium. Chór muzyczny jest podparty dwoma słupkami, posiada prostą linię parapetu, na chórze jest umieszczony rokokowy prospekt organowy. Podłoga została wykonana z drewna. Zachowały się fragmenty polichromii na stropie w formie plafonu z XVIII wieku z wizerunkiem Świętego Michała Archanioła zabijającego szatana. Ołtarz główny (z antependium ozdobionym herbem Korab) i w kaplicy reprezentują styl rokokowy. Dwa ołtarze boczne pochodzą z XVIII wieku.